# 동갈삼치
동갈삼치(Scomberomorus commerson)는 고등어목 고등어과에 속하는 물고기이다. 몸길이는 1.5m에 몸무게는 70kg인 대형어류에 속한다.

## 특징과 먹이
동갈삼치는 등지느러미가 2개이며 제1의 등지느러미가 매우 긴 특징이 있다. 가늘고 긴 방추형의 몸을 가지고 있으며 몸의 측면은 잔비늘로 덮여 있고 옆구리에 갈색의 띠가 나있으며 기름기가 많다. 또한 옆줄을 기점으로 등쪽이 푸른색이며 배쪽은 은색을 띈다. 체고는 꼬리지느러미 기부에서 가장 높고 몸은 다소 길며 측편이 되어 있다. 입은 약간 경사가 긴 형태로 뾰족하며 위턱의 뒤끝은 눈의 뒷가장자리에 달한다. 또한 측선은 물결의 모양을 나타내며 등쪽의 토막지느러미의 앞쪽에서 배쪽으로 급격하게 꺽인다. 위턱과 아래턱에 날카로운 이빨을 가지고 있다. 먹이는 멸치, 청어, 정어리, 꽁치와 같은 작은물고기들과 오징어와 같은 두족류, 갑각류를 먹는 육식성의 물고기이다.

## 서식지와 어획
동갈삼치의 주요한 서식지는 서부 태평양, 인도양, 대서양이 있으며 대한민국, 일본, 인도네시아, 오스트레일리아에 가장 많은 개체수가 서식한다. 수심 10m~70m의 대륙사면 가장자리에서 가장 많이 서식하는 표해수층의 어류이다. 동갈방어는 식용으로도 이용이 되는 어종이며 단 동갈방어는 이빨이 날카로운 어종인만큼 살아있는 개체를 다룰 때는 반드시 주의를 요구한다. 동갈삼치는 회나 구이용으로 가장 많이 이용되는 어종이다.

## 같이 보기
- 고등어목
- 고등어과